# Silhouettea indica
Silhouettea indica är en fiskart som beskrevs av Visweswara Rao, 1971. Silhouettea indica ingår i släktet Silhouettea och familjen smörbultsfiskar. Inga underarter finns listade i Catalogue of Life.